# St. Hedwig (Salesche)

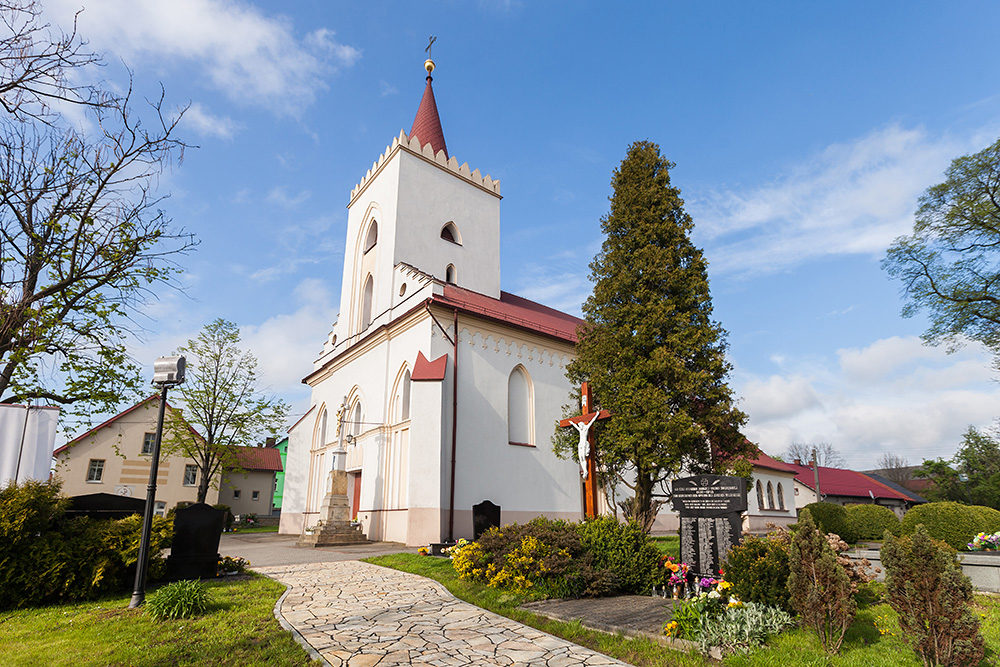
Hedwigskirche, Südseite mit Glockenturm

Die Pfarrkirche St. Hedwig (polnisch Kościół św. Jadwigi Śląskiej) ist eine römisch-katholische Kirche im oberschlesischen Dorf Salesche (Zalesie Śląskie) in der Woiwodschaft Opole. Die Kirche ist die Hauptkirche der Pfarrei St. Hedwig (Parafia św. Jadwigi Śląskiej) in Salesche. Das Gotteshaus liegt an der ul. Kościelna im Dorfkern.

## Geschichte

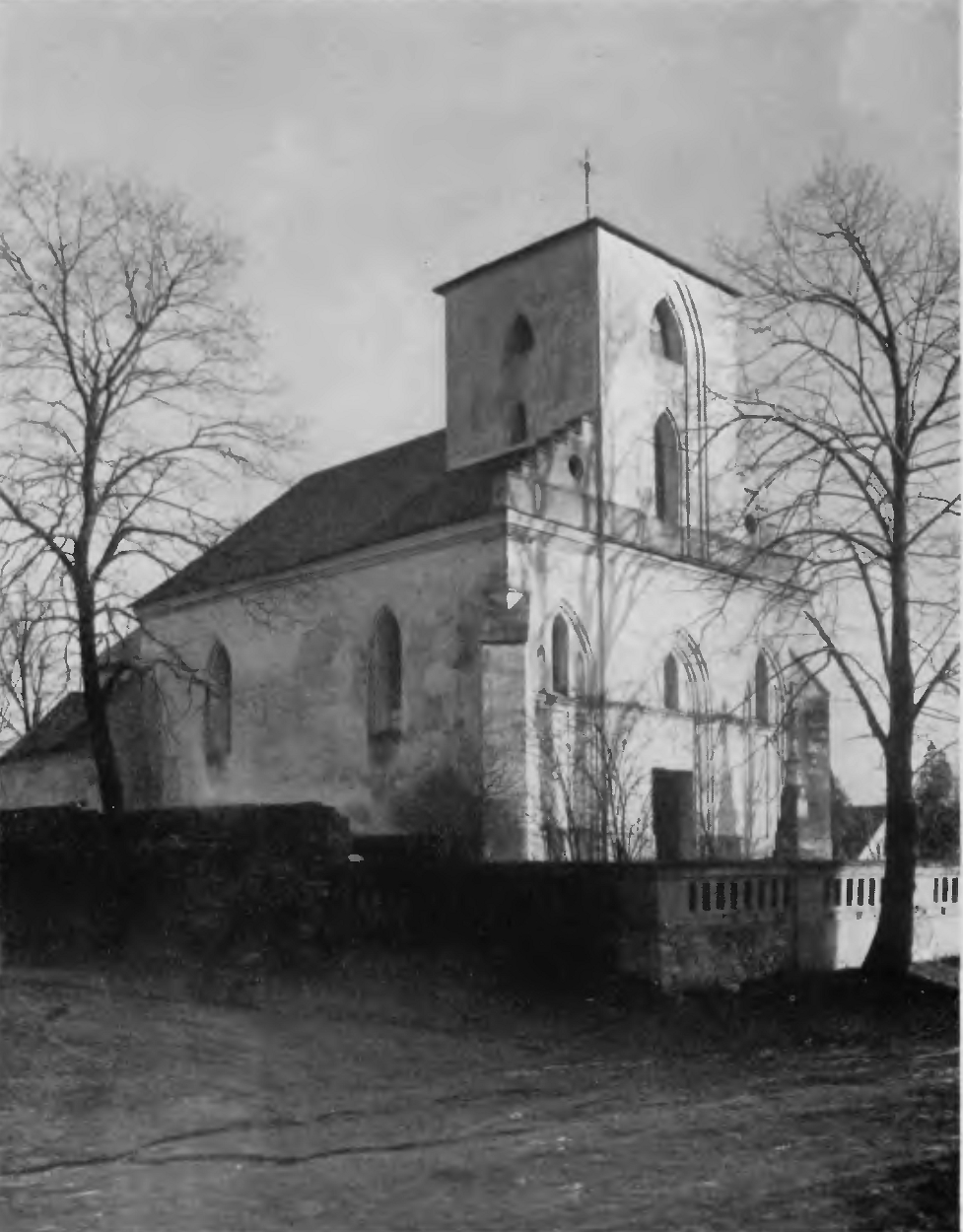
Hedwigskirche um 1930

Eine Kirche wurde erstmals 1223 in Salesche erwähnt. Der steinerne Kirchenbau entstand in der zweiten Hälfte des 14. Jahrhunderts als gotische Saalkirche. Der ursprünglich gotische Kirchenbau wurde zwischen 1812 und 1825 im neogotischen Stil unter dem Architekten Karl Heintze aus Ujest erweitert und umgestaltet. Um 1930 wurde die Kirche saniert und erhielt eine Attika am Turm.
Der Kirchenbau steht seit 1964 unter Denkmalschutz.

## Architektur und Ausstattung
Die Saalkirche entstand ursprünglich im gotischen Stil. Zu Beginn des 19. Jahrhunderts wurde der Kirchenbau im neogotischen Stil erweitert und umgebaut. Das Langhaus besitzt einen niedrigen, eingezogenen, quadratischen Chor, welcher aus dem 14. Jahrhundert stammt. Im Chor befindet sich ein Kreuzrippengewölbe mit Kragsteinen in Maskenform. An der Westseite besitzt der Kirchenbau einen eingezogenen Glockenturm mit Attika und Spitzhelm.
Der südlich angrenzende Kirchhof ist von einer steinernen Mauer umgeben. Im Kirchgarten befindet sich das Denkmal für die Gefallenen beider Weltkriege.